# Dora Beedham

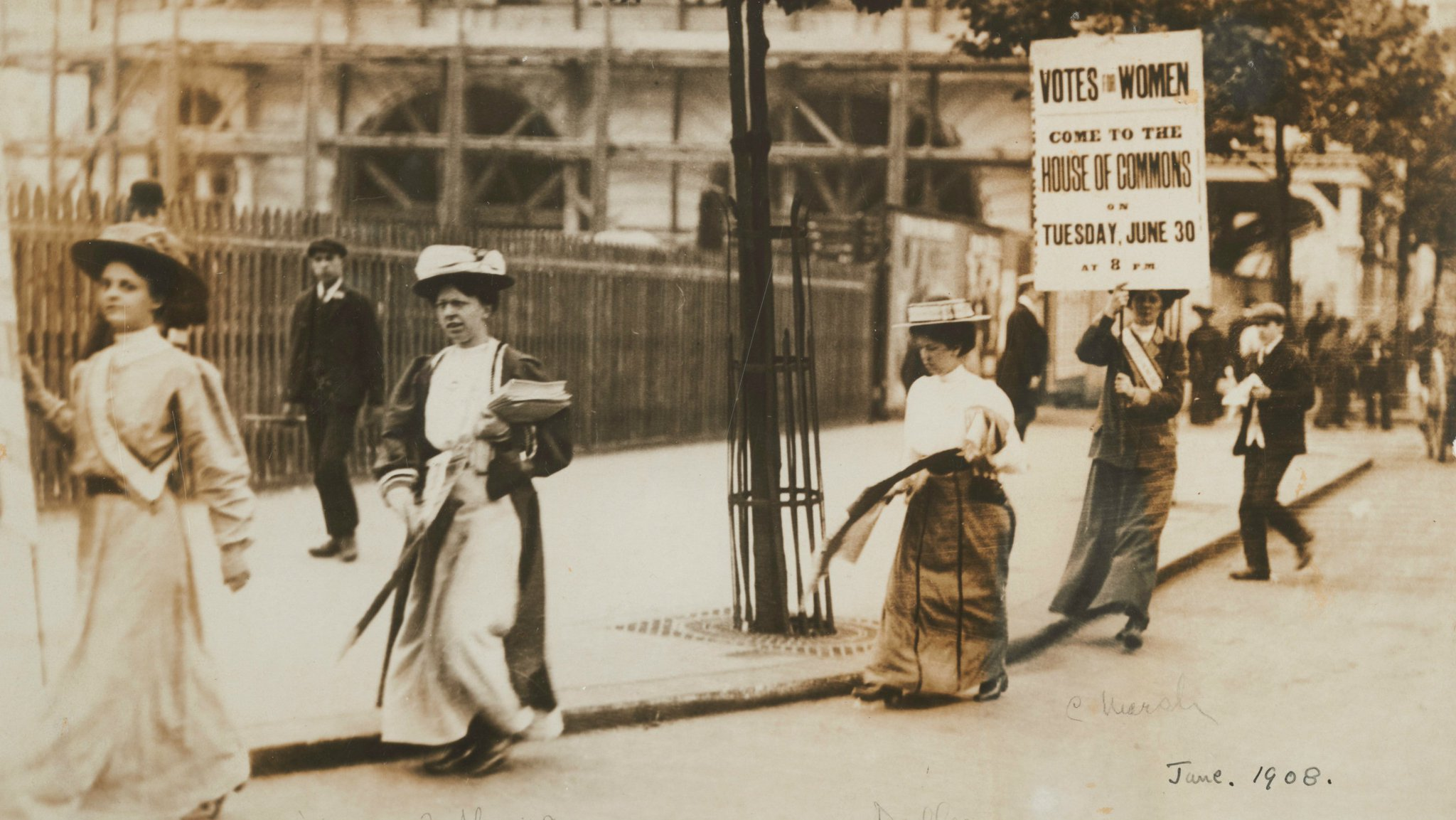
Demonstration in London, 30. Juni 1908; von links: Dorothy Hartopp Radcliffe, Dora Beedham (mit Flugblättern), Hilda Dallas und Charlotte Marsh (mit Plakat)

Dora Beedham, geborene Spong (* 3. Juni 1879 Balham, London; † 1969 in Surrey), war eine englisch-britische Krankenschwester, Hebamme und Suffragette. Sie stammte aus einer sehr sozial engagierten Familie, trat 1908 der militanten Women’s Social and Political Union (WSPU) bei und wurde im Zuge von Protestaktionen inhaftiert und nach Hungerstreik zwangsernährt.

## Leben
Beedham wurde 1879 als vierte Tochter von Frances Elizabeth Scott (1843–1929) und James Osborne Spong (1839–1925), der ein Haushaltsgeräte- und Küchenutensilienunternehmen besaß und leitete, geboren. Spong & Co warb damit „Frauen aus der Küche heraushelfen“ zu wollen und produzierte zum Beispiel Kaffeemühlen, Korkenzieher, Messerreiniger, Einbruch- und Feuermelder, Tierfallen oder Fleischwölfe. Letzte wurden in vielen großen öffentlichen und privaten Einrichtungen eingesetzt und bis 1882 waren rund 200.000 Stück verkauft worden. Die Eltern den Aktivismus ihrer Töchter, die Mutter Frances Spong nahm selbst an WSPU-Demonstrationen teil.
Im Juni 1910 begann Beedham eine Ausbildung zur Hebamme, ein Beruf, den sie auch 1915 noch ausübte. Beedham arbeitete zunächst in den ärmsten Vierteln Londons, in Tottenham und Battersea, als Krankenschwester und Hebamme sowie später als Sanitärinspektorin für die Bewohner der Slums.
Am 14. Oktober 1910 heiratete sie Ralph John Beedham (1879–1975), mit dem sie zwei Kinder hatte: Ruth (* 1914) und David (* 1918). Ralph Beedham war Formschneider für Künstler, Quäker, Pazifist und Kriegsdienstverweigerer im Ersten Weltkrieg. Beide waren Vegetarier und hatten einen Bauernhof in Herefordshire, den sie später aufgeben mussten und bei ihrer Familie lebten. Sie waren dafür bekannt, dass sie lockere Kleidung und Sandalen trugen.
Beedham war Mitglied der Independent Labour Party (ILP) in Finsbury und trat 1908 der Women’s Social and Political Union (WSPU), den Suffragetten-Aktivisten, bei. Sie beteiligte sich an den sogenannten „Plakatprotesten“ der WSPU, bei denen kleine Gruppen von Frauen, die Votes for Women oder andere Publikationen zum Verteilen bei sich trugen und verkauften, durch die Straßen Londons zogen, um auf sich aufmerksam zu machen und Werbung zu machen, wobei im Vergleich zu Massendemonstrationen die Gefahr gewalttätiger Reaktionen seitens der Gegner geringer war. Eine überlieferte Aufnahme zeigt Beedham mit Dorothy Hartopp Radcliffe, Hilda Dallas und Charlotte Marsh mit einem Plakat, das für das „Frauenparlament“ in der Caxton Hall am 30. Juni 1908 wirbt.
Nach dem Frauenparlament versuchten die Suffragetten, von der Caxton Hall zum Unterhaus zu marschieren. Am nächsten Tag, dem 1. Juli 1908, wurde sie zum ersten Mal wegen Behinderung angeklagt und zu einem Monat Haft im Holloway Prison verurteilt, wohin ihr ihre Kolleginnen von der Finsbury-ILP Unterstützung und „Bewunderung für den Mut und die Entschlossenheit, mit der sie sich der Belastung der Gefängniszelle für die Sache der Frauen unterwarf“ schrieben. Beedham erkrankte und wurde vorzeitig entlassen. Eine weitere Verhaftung zusammen mit um die hundert Suffragetten, die am 12. Juli 1909 auf das Unterhaus marschierten, ist nicht vollständig überliefert. Nur einen Monat nach ihrer Heirat, im November 1910, wurde Beedham am Schwarzen Freitag verhaftet; aber wie bei anderen Suffragetten wurde keine Anklage erhoben.
Beedhams Name taucht in der Volkszählung von 1911 nicht auf, als sie sich wie viele Suffragetten weigerte, ohne Wahlrecht „gezählt“ zu werden. Im Jahr 1912 wurde sie zusammen wegen Einschlagen von Fenstern mit einem Hammer angeklagt. Ihre Strafe war zwei Monate Zwangsarbeit im Holloway Prison.
Von 1920 bis 1936 lebten sie, ihr Ehemann und ihre Familie in Hendon im Norden Londons. Im letzten Jahr zogen sie nach Finchley,  wo sie auch 1949 noch lebten.
Beedham starb 1969 in Surrey.
Beedhams Enkelin Joanna Wickenden Ibarra schrieb, dass ihr Bruder Peter eine von Emmeline Pankhurst unterzeichnete WSPU-Urkunde für seine Großmutter entdeckt hatte, auf der stand, dass sie „immer bereit war, dem Ruf der Pflicht zu gehorchen“, sowie ihre von der WSPU verliehene „Holloway-Brosche“, die an die Gefängnisaufenthalte erinnerte.